# Луценко, Эльвира Андреевна
Эльвира Андреевна Луценко (род. 24 мая 1924; Томск, РСФСР, СССР — 23 апреля 2000; Москва, Россия) — советская актриса театра и кино. 

## Биография
Родилась 24 мая 1924 года в Томске. Мать работала начальником отдела Центросоюза в Москве. Отец являлся профессором политико-экономических наук. Погиб во время Великой Отечественной войны в мае 1942 года.
Обучалась Луценко в Омской средней школе с 1931 года по 1942 год. Спустя год, в 1943 году поступила на актёрский факультет театрального училища имени Б. В. Щукина на курс В. К. Львовой. После завершения учёбы в училище, в 1947 году Луценко получает диплом об образовании.
Много служила различным театрам и играла на сцене. Кинематография началась с 1947 года, после того, как в роли Елены Васильевны Гореловой сыграла в фильме «За тех, кто в море». Последняя работа была снята в 1970 году в фильме «Семья как семья», где актриса сыграла роль Брусничкиной. Фильмография насчитывает восемь работ в известных советских фильмах. 
В 1981 году Луценко оставила творческую деятельность и ушла в личную жизнь. Известно, что с 1966 года проживала в Доме ветеранов кино в Матвеенском, где и скончалась.
Ушла из жизни 23 апреля 2000 года в Москве. Урна с прахом захоронена на Донском кладбище.

## Фильмография
- 1947 — За тех, кто в море — Елена Васильевна Горелова
- 1949 — Константин Заслонов — радистка
- 1954 — Запасной игрок — Любовь Сергеевна Малюткина (по другим данным роль: Мамоткина)
- 1961 — Две жизни — швея Прасковья
- 1961 — Полосатый рейс — Пуся; отдыхающая на пляже
- 1965 — Дети Дон Кихота — полная мамаша
- 1967 — Дядя Коля идёт домой — пассажирка с макаронами
- 1970 — Семья как семья — Брусничкина